# Sweet (スガシカオのアルバム)
『Sweet』（スウィート）は、スガシカオの3枚目のオリジナル・アルバム。1999年9月8日発売。

## 収録曲
| 全作詞・作曲・編曲: スガシカオ。 |                    |            |            |      |
| #                                | タイトル           | 作詞       | 作曲・編曲 | 時間 |
| 1.                               | 「あまい果実」     | スガシカオ | スガシカオ | 5:04 |
| 2.                               | 「正義の味方」     | スガシカオ | スガシカオ | 4:20 |
| 3.                               | 「夕立ち」         | スガシカオ | スガシカオ | 4:45 |
| 4.                               | 「ふたりのかげ」   | スガシカオ | スガシカオ | 4:12 |
| 5.                               | 「310」            | スガシカオ | スガシカオ | 4:40 |
| 6.                               | 「夜明けまえ」     | スガシカオ | スガシカオ | 3:59 |
| 7.                               | 「師走」           | スガシカオ | スガシカオ | 4:32 |
| 8.                               | 「グッド・バイ」   | スガシカオ | スガシカオ | 5:13 |
| 9.                               | 「いいなり」       | スガシカオ | スガシカオ | 4:38 |
| 10.                              | 「ぼくたちの日々」 | スガシカオ | スガシカオ | 4:39 |
| 合計時間:                        | 合計時間:          | 46:02      |            |      |

### 楽曲解説
1. あまい果実
  - 8thシングル「あまい果実」収録
  - シングルとは違いフェードアウトしないアルバムバージョンとなっている
2. 正義の味方
3. 夕立ち
  - 東映配給映画『ブギーポップは笑わない Boogiepop and Others』主題歌
  - テレビ東京系アニメ『ブギーポップは笑わない Boogiepop Phantom』オープニングテーマ
4. ふたりのかげ
  - フジテレビ系アニメ『ハチミツとクローバーII』挿入歌
5. 310
6. 夜明けまえ
  - 7thシングル「夜明けまえ」収録
  - セイコー「LUKIA」CMソング
7. 師走
8. グッド・バイ
9. いいなり
10. ぼくたちの日々
  - 6thシングル「ぼくたちの日々」収録
  - TBS系ドラマ『なにさまっ!』主題歌

## 演奏
- スガシカオ：Vocal, Chorus, Acoustic Guitar, Electric Guitar, Bass
- 森俊之：Keyboards,  Brass Arrangement & Sound Produce
- 中村文俊：Manipulation, Sound Produce, Recording, Mixing & Mastering
- 羽田一郎：Electric Guitar (#9)
- 中村キタロー：Bass (#6.8.10)
- 坂本竜太：Bass (#5)
- 山木秀夫：Drums (#1.6.8.9)
- 山本拓夫：Tenor Sax & Baritone Sax (#2.7)
- 萩田光雄：Strings Arrangement (#4)
- 屋敷豪太：Groove Activate (#2)